# Гиляны
Гиляны (устар. Гилени чечен. Гилна) — село в Ножай-Юртовском районе Чеченской Республики. Административный центр Гилянинского сельского поселения.

## География
Село расположено у границы Чечни с Дагестаном, на левом берегу реки Ярык-су, в 15 км к востоку от районного центра Ножай-Юрт и в 20 км к юго-западу от города Хасавюрт.
Ближайшие населённые пункты: на севере — село Чапаево, на востоке — сёла Калининаул и Ленинаул на юге — село Татай-Хутор и на юго-западе — село Зандак.

## Название
По мнению А. А. Адилсултанова село было основано чеченцами (аухарами). Слово «Гилна», он связывает с войнами чеченцев и персов. Однако согласно преданиям местных жителей, село Гиляны было основано человеком по имени Гили.

## История

### В древности
В период с 1961 по 1965 годы В. И. Марковин проводил археологические исследования в данном регионе, в ходе них были обнаружены и изучены различные памятники, среди которых Зандакский могильник, поселения Зандак 1 и 2, Гилянское поселение.

### Позднее время
С 1944 по 1958 года, в период выселения чеченцев и упразднения Чечено-Ингушской АССР, село носило название Уриб.
В 1993 году в селе произошли разрушительные оползни, после чего половина жителей населённого пункта было переселено в село Коби Шелковского района, где им были выделены участки для постройки домов.
В феврале 2012 года (во время второй чеченской войны)в районе села проходила спецоперация, в результате которой было убиты 20 чеченцев, со стороны федеральных войск 17 погибли, 34 ранены.

## Население
| 1990  | 2002  | 2010  | 2012  | 2013  | 2014  | 2015  |
| ----- | ----- | ----- | ----- | ----- | ----- | ----- |
| 1558  | ↘1065 | ↗1198 | ↗1241 | ↗1273 | ↗1314 | ↗1354 |
| 2016  | 2017  | 2018  | 2019  | 2020  | 2021  | 2023  |
| ↗1398 | ↗1456 | ↗1499 | ↗1552 | ↗1590 | ↘1443 | ↗1471 |
| 2024  |       |       |       |       |       |       |
| ↗1487 |       |       |       |       |       |       |

Национальный состав
По данным Всероссийской переписи населения 2010 года:
| № | Национальность | Численность, чел. | Доля    |
| - | -------------- | ----------------- | ------- |
| 1 | чеченцы        | 1190              | 99,33 % |
| 2 | другие         | 8                 | 0,67 %  |

## Образование
- Гилянинская муниципальная средняя общеобразовательная школа № 1[30].
- Гилянинская муниципальная средняя общеобразовательная школа № 2[31].

## Улицы
- Улица А. Г. Хаджиматова,
- Улица А-Х.Кадырова,
- Улица Восточная,
- Улица Заречная,
- Улица Крайняя,
- Улица С. А. Джайнабизова,
- Улица Северная,
- Улица Сельская,
- Улица Зандакская,
- Улица Х. Нурадилова,
- Улица Центральная,
- Улица Школьная,
- Улица Южная[32].